# Marcel Kornfeld
Marcel Kornfeld (Donja Tuzla, 21. siječnja 1886. – Zagreb, 28. veljače 1937.) bio je hrvatski liječnik, patolog.

## Životopis
Rođen u Donjoj Tuzli. U Sarajevu završio gimnaziju. Medicinu je studirao u Beču i završio 1909. godine. Zaposlio se u Gradskoj bolnici u Banjoj Luci u kojoj je radio do 1911., nakon čega je bio općinski liječnik u Budvi i Stonu. Mobiliziran u Prvome svjetskom ratu i rat proveo kao vojni liječnik. Godinu poslije rata otišao je u Zagreb gdje je kotarski liječnik. Dodijeljen je Prosekturi javnih zdravstvenih zavoda grada Zagreba. Početkom 1923. postao je viši asistent na Medicinskom fakultetu u Zagrebu na Patološko-anatomskom institutu. Nakon nekoliko godina je docent. Od vodi prosekturu Državne bolnice u Novom Sadu. Vratio se u Zagreb raditi na poslu na kojem je bio. Dužnost obnašao do smrti. Bavio se sudskom medicinom i proučavao nastanak tumora. Objavio članke u Liječničkom vjesniku i dr. Član uredništva Leksikona Minerva, prvoga suvremenog hrvatskog leksikona. Objavila ga je 1936. zagrebačka nakladnička kuća Minerva.